# Cúllar
Cúllar er en by og kommune i det sydøstlige Spanien i provinsen Granada. Den har et indbyggertal på 3.936 (2024) indbyggere.